# Tajuria massicus
Tajuria massicus är en fjärilsart som beskrevs av Hans Fruhstorfer 1912. Tajuria massicus ingår i släktet Tajuria och familjen juvelvingar. Inga underarter finns listade i Catalogue of Life.